# Dante Alighieri

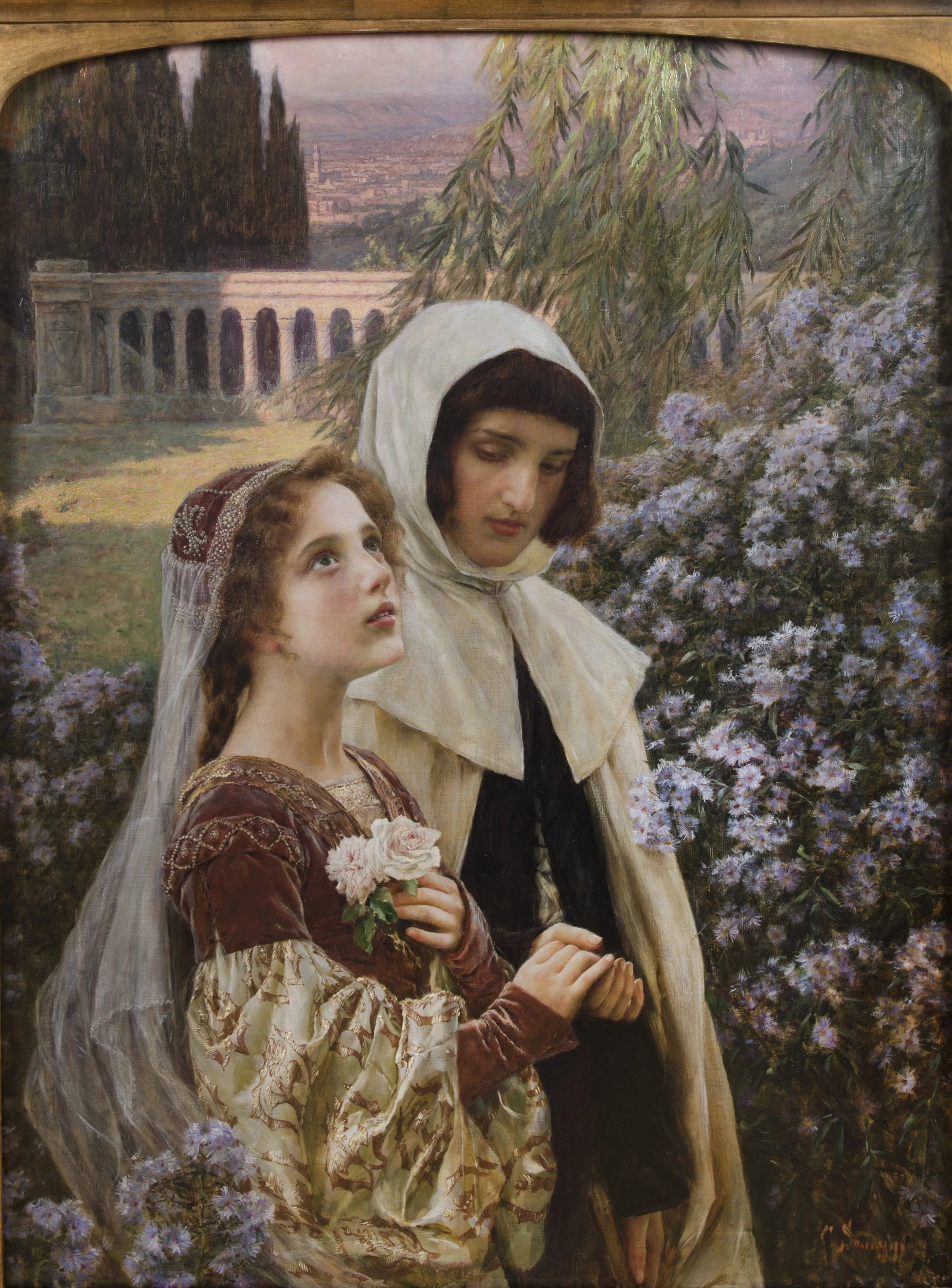
Dante és Beatrice a kertben, 1903, pre-rafaelita stílusú mű, a tortonai Cesare Saccaggi festőművész

Dante Alighieri, eredetileg Durante Alighieri, gyakran csak Dante (Firenze, május 29. 1265. május második fele – Ravenna, 1321. szeptember 14.) itáliai költő, filozófus, az olasz és a világirodalom nagy klasszikusa. Főművét, az Isteni színjátékot Babits Mihály a „világirodalom legnagyobb költeményének”, Jorge Luis Borges a „valaha írt legnagyobb irodalmi műnek” nevezte. Műveiből életbölcsességek, axiómák bonthatók ki.
Dante társadalmi hatása már életében is széles körű volt, köszönhető volt ez annak, hogy eltért a humanizmus nyelvétől, a latintól, s inkább a hétköznapi ember nyelvén, anyanyelvén, olaszul írta műveit, amelyek nemcsak nyelvezetileg álltak közel a hétköznapi emberekhez, de a nép gondolkodásmódját is tükrözik. Életműve rendkívüli mértékben komplex: összegzi kora tudományának, teológiájának, poétikájának, kultúrájának, hiedelmeinek és társadalmának szinte minden aspektusát.

## Származása

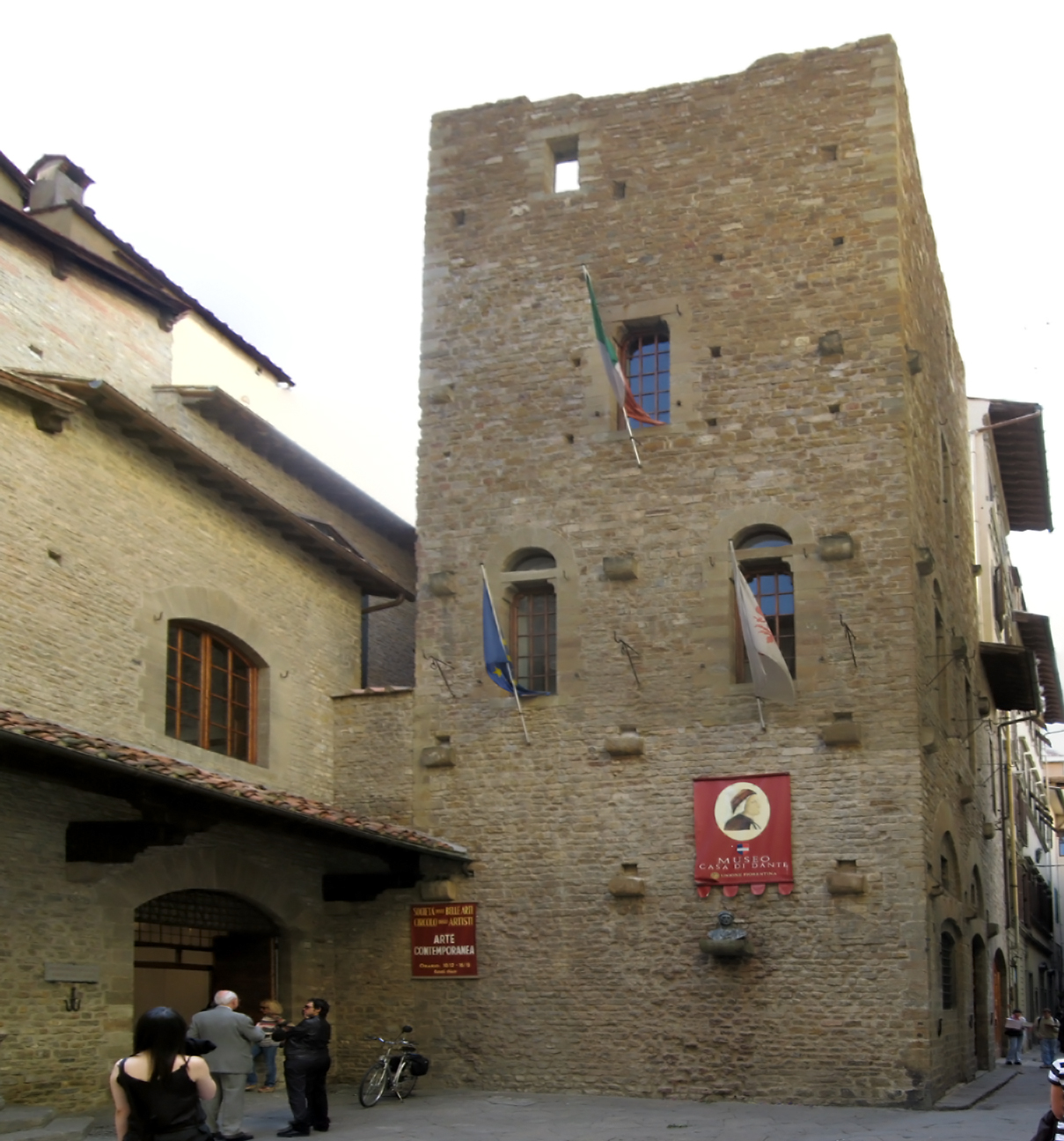
A hagyomány szerint ez Dante szülőháza Firenzében

Dante ősi nemesi család leszármazottja volt. Első, Firenzében letelepedett őse Rómából származott, a Frangiapanik nemzetségéből, és mindenki Eliseónak hívta, leszármazottai pedig az Elisei családnevet viselték. Apai ükapja Cacciaguida (kb. 1091–1148) volt, akit III. Konrád német király lovaggá ütött, s aki a második keresztes hadjáratban vesztette életét. Felesége, Alighiera Alighieri a Pó völgyéből, a ferrarai Alighieri családból származott. A házaspár az Alighieri ősök iránti tiszteletből egyik gyermekét Alighieri Duranténak nevezte el. Alighieri leszármazottai idővel elhagyták az Elisei nevet, s csak az Alighierit használták.
Dante apai nagyapjáról csupán annyit tudunk, hogy Bellincionénak hívták. Apja neve Alighiero di Bellincione d’Alighiero volt és körülbelül negyvenöt éves lehetett Dante születésekor. Számos birtokkal rendelkezett Firenze környékén, ugyanakkor pénzkölcsönöket is adott kamatra, s ebből tartotta el a családját. Édesanyját, aki Durante Scolaro lánya volt, Bellának hívták. Dante még gyermekkorában elvesztette édesanyját, apja pedig újra megnősült, egy Lampa nevű asszonyt vett feleségül, aki még három gyereket szült neki: egy Francesco nevű fiút, egy Tana nevű lányt, valamint egy másik lányt is, akinek a neve nem maradt fenn.
Az Alighiero család guelf szimpatizáns volt. A család háza a San Martino piactérrel szemben állt (jelenleg Via Dante).

## Élete

### Gyermekévek
Dante 1265. május 29-én született Firenzében. Boccaccio elmondása szerint születése előtt terhes anyja különös álmot látott: „Ez a kedves asszony mintha álmában egy nagyon magas babérfa tövében állott volna, zöld rét közepében, egy kristálytiszta forrás mellett, és itt szült egy fiúgyermeket, ki igen hamar, csak a babérfáról hulló bogyókkal táplálkozván és a tiszta vizű forrásból oltván szomját, felcseperedett, pásztor lett belőle, s mintha mindenképpen azon törte volna magát, hogy a babérfa lombját, melynek gyümölcséből úgy felgyarapodott, a maga erejéből érje el; s ahogy ácsingózott érte, úgy tetszett az asszonynak, mintha elesett volna, s hogy felállott, nem is ember volt immár, hanem páva. S ezen az asszony úgy elcsodálkozott, hogy felriadt álmából; nem sok idő telt el, hogy a szülés szükséges ideje elérkezett, és egy fiúgyermeket szült, akit közös akarattal az atyával, Danténak neveztek el: és méltán, sőt legméltóbban, mint ahogy azt a jövendő megmutatta, mikor e nevet teljes mértékben igazolta.”
Dantét a születését követő évben keresztelték meg a firenzei Szent János-kápolnában, ahol állítólag ősét, Cacciaguidát is. Gyermekkorának egy részét egy ferences kolostorban töltötte. Valószínűleg elemi tanulmányait folytatta itt, s itt tanult meg latinul is. Más feljegyzések szerint dominikánusok teológiai leckéit is hallgatta Firenzében. Apja valamikor 1281 és 1283 között meghalt, ezt követően a gyermek Dante huszonöt éves koráig gyámság alá került.

#### Beatrice

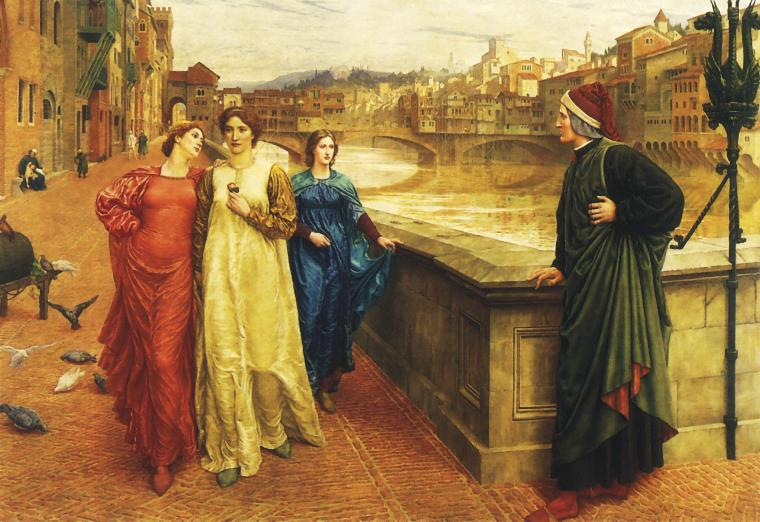
Dante első találkozása Beatricével a Ponte Santa Trinita hídnál. Henry Holiday 1883, olajfestménye (140 x 199 cm, Walker Art Gallery, Liverpool)

Dante kilencéves korában, 1274 tavaszünnepén ismerte meg a nyolcéves, bíborszínű ruhát és virágkoszorút viselő Beatricét. Az Új élet című művében a következőképpen ír erről a pillanatról: „Ettől fogva számíthatom, hogy Ámor eluralkodott lelkemen, mely tüstént meghódolt neki, s képzeletem adta erejénél fogva oly erősen hatalmába vett, hogy mindent kénye-kedve szerint kellett cselekednem.” Beatrice egy tehetős firenzei polgár, Folco Portinari bankár lánya volt, akinek egyik fiútestvérével, Manettóval vagy Ricoveróval Dante jó barátságot ápolt. Így történhetett meg az, hogy egy májusi ünnep alkalmából hivatalos volt a Portinari-házban rendezett ünneplésre és megismerhette Beatricét.
Hozzá fűzött szerelme azonban nem teljesült be, a lányt apja egy Simone de Bardi nevű férfihoz adta feleségül. Dante szerelmi bánatát végképp az növelte meg, hogy Beatrice huszonnégy éves korában, 1290. június 8-án meghalt. Boccaccio elmondása szerint Dante hónapokig vigasztalhatatlan volt: „Dante úgy megrendült, oly nagy s könnyhullató bánatba borult, hogy sokan a szerettei, rokonai és barátjai közül már-már azt hitték, hogy szüntelen való siralmainak csak halála vethet véget: s úgy vélték, hogy ennek hamarosan áldozatul esik, mert semmilyen enyhületet sugalló és vigasztaló szóra nem hajlott. Nappalai az éjszakákkal és az éjszakái a nappalokkal folytak össze, amikor is egyetlen órát sem töltött el jajgatás, sóhajtozás és könnyeinek bőséges hullatása nélkül; s már két szeme kiapadhatatlan forrásnak látszott, úgyhogy mindenki csodálkozott, honnan árad belőle ez a szüntelenül sok könny, hogy sírását táplálja.”
Dante 1291 és 1294 között harmincegy költeményt írt Beatricéhez. Ezek az édes új stílus (dolce stil nuovo) elnevezésű irodalmi irányzat legkiemelkedőbb termékei közé tartoznak. Beatrice iránt érzett szerelmének mértéke főként az Isteni színjáték című műben jut kifejezésre: a szerelmespár a Purgatórium csúcsán, Ádám és Éva egykori lakhelyén, az Édenkertben találkozik újra.

### Ifjúkora

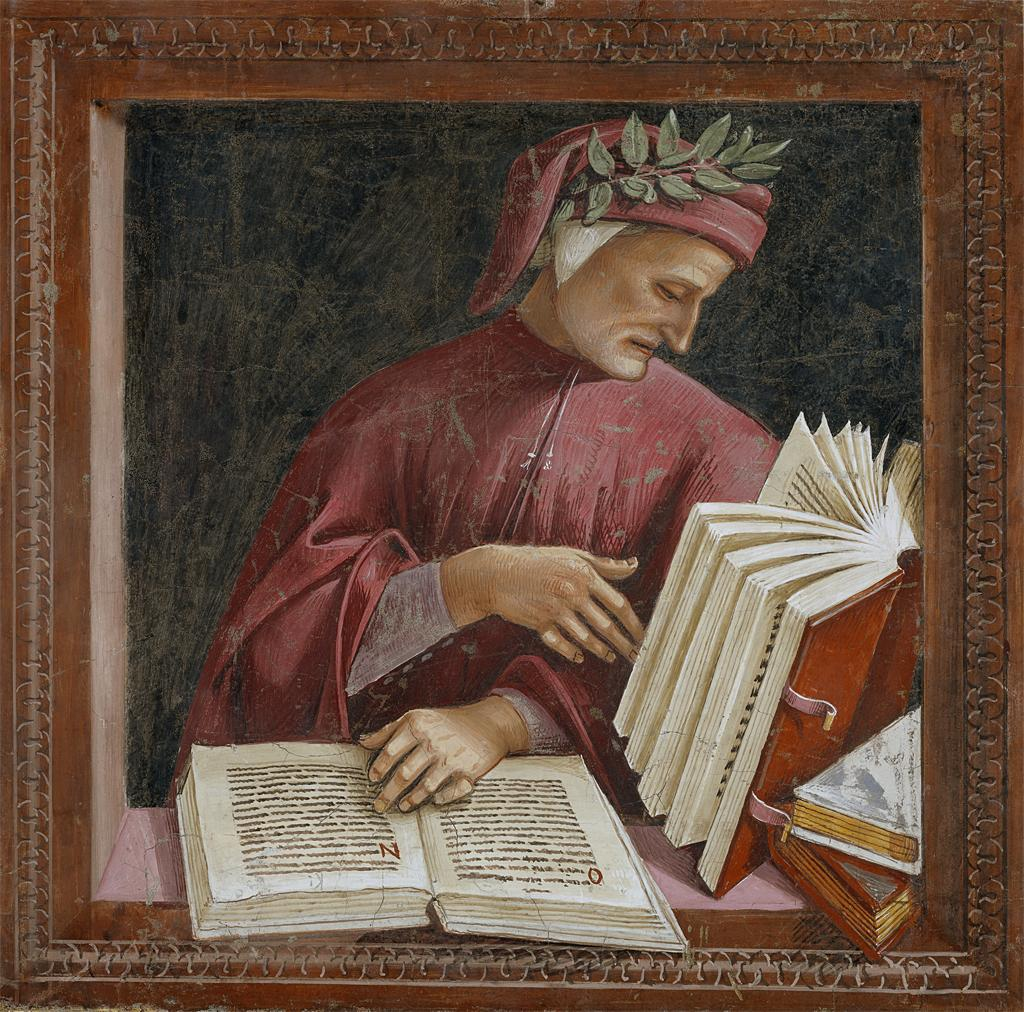
Luca Signorelli Dante freskója (részlet), katedrális, Orvieto

Mivel Dante szülei jómódúak voltak, így a kor szokásainak megfelelően egyaránt részesítették a gyermeküket a trivium (latin nyelvtan, logika, retorika) és quadrivium (aritmetika, geometria, asztronómia, zene) oktatásában. Főként Vergilius, Horatius, Ovidius és Statius műveit olvasta, de más költőket, írókat is szívesen tanulmányozott. Tanulmányai során mind az autodidakta elsajátítási formát, mind tanítók segítségét igénybe vette. Elmondása szerint verselni saját magától kezdett. Kora mesterei közül a legnagyobb hatást Brunetto Latini, a kor jelentős politikusa és tudósa, a köztársaság kancellárja, a klasszikus szerzők és az ókori filozófia kiváló ismerője gyakorolta rá.
Tanult Bolognában is, ahol nem a kora divatos jogi iskoláit látogatta, hanem a retorikai ismereteket nyújtó iskolákat részesítette előnyben. Itt ismerkedett meg és kötött szoros barátságot Guido Cavalcantival. Természettudományos ismereteit a Paradicsomban is emlegetett, Hippokratész-követő Taddeo di Alderatto bővítette. Ezen ismereteit használta fel Dante a Színjáték című művében, amikor némely testi jelenségeket lelki folyamatokkal párosított össze: szinte orvosi leírását adja az indulatoknak, betegségeknek, szenvedéseknek. Ekkortájt annak érdekében, hogy politikai hivatalhoz jusson, Dante belépett az orvosok, gyógyszerészek és festők céhébe.
Beatrice halálát követően Dante filozófiai és teológiai tanulmányokba temetkezett és főként Boethiust, Cicerót és Arisztotelész metafizikai és pszichológiai műveit tanulmányozta. Ekkoriban kötött jó barátságot Guido Cavalcantival, Lapo Giannival, Cino da Pistoiával és Brunetto Latinivel, akik költőtársai voltak az „édes új stílus” műfaj művelésében. A fiatal Dante azonban nem csak az irodalom területén próbálgatta szárnyait, Az új élet egy részéből arra következtethetünk, hogy tudott rajzolni is. A Színjáték című művében pedig arról is bizonyságot tett, hogy jól ismerte a színezés technikáját, a miniatúraművészetet, a szobrászaton belül pedig a domborművek készítéséről és az építészeti díszítőelemekről is átfogó ismerettel rendelkezett.
Dante ifjú éveiben különféle sportokat is űzött, mint például a kutyákkal vagy sólymokkal űzött vadászatot. Nem vetette meg az erotikus irodalmi műfajt, az úgynevezett tenzonét sem: egyik barátjával, Forese Donatival több szexuális célzásokkal tarkított, vulgáris nyelvezetű szonettet váltottak. Egyes Dante-kutatók vitatják a szonettek eredetiségét.

#### Házassága

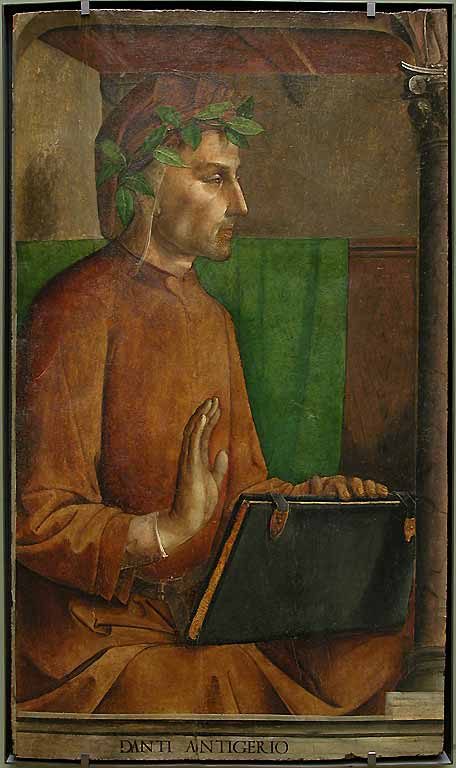
Justus van Gent és Pedro Berruguete 1473-1475 között készült, Dantét ábrázoló olajfestménye (Louvre)

Beatrice halálát követően Dante szülei akaratának engedelmeskedvén megnősült. Felesége Manetto Donati lánya, Gemma Donati lett. A házasságot a szülők már 1277-ben elhatározták, az esküvő 1293 körül volt. Boccaccio Dante-életrajzában Dante feleségét gyanakvó, önző asszonynak írta le, olyannak, aki megtiltotta férjének, hogy más emberek társaságában töltse idejét, és mint aki korlátozta férjét abban, hogy a tudománynak, az irodalomnak szentelje magát. Azonban Boccaccio beszámolóján kívül semmi más nem tanúskodik Dante boldogtalan házasságáról. Valószínűleg az egyébként nőgyűlölő Boccaccio túlzásaival lehet itt dolgunk.
Gemma több gyereket is szült, hogy pontosan hányat, azt nem tudni, csupán annyit, hogy biztosan volt két fiú, Jacopo, aki pap, és Pietro, aki vagyonos bíró lett. Utóbbi leszármazottai Seregni-Alighieri néven ma is élnek a Verona melletti Gargagnagóban. Két másik fiúról is maradtak fent feljegyzések, Giovanniról és Gabriellóról, róluk azonban azt tartják, hogy egy Dantéval azonos nevű személy gyermekei voltak. A hagyomány szerint Danténak két lánya volt: Antonia és Beatrice. A Dante-kutatások mai álláspontja szerint azonban Danténak csak egy lánya volt, Antonia, aki azonban amikor apácának állt, felvette a Beatrice nevet.

#### Katonai szolgálata
1289-ben, huszonnégy évesen Dante a firenzei lovasság első soraiban harcolt az arezzói ghibellinek ellen folytatott campaldinói csatában. Egy még Bruni által látott levélben leírást adott a csatáról, térképet készített annak helyszínéről, s azt is leírta, hogy bár nem számított újoncnak a fegyverforgatásban, mégis mennyire megrémítette a csata kezdete, majd a félelme diadalmámorba váltott át, amikor a lovasság újabb és újabb rohammal legyőzte az ellenséget.
Az Isteni színjáték Pokol fejezetében Dante megemlíti, hogy részt vett a capronai vár ostromában is.

### A közszereplő Dante
A tanulmányok és a magánéletének viszontagságai sem mentesítették Dantét az alól, hogy a korának oly viharos politikai életét figyelemmel kísérje. Apja halála után a családja anyagi gondokkal küzdött, ezért neki új bevételi lehetőségeket kellett keresnie. Közszereplői pályafutását 1295-ben kezdte el. Mivel az értelmiségieket és művészeket tömörítő testületnek, az „orvosok céhének” tagja volt, az Igazságszolgáltatási szabályzat alapján közhivatalt vállalhatott. Részt vett több firenzei tanácsban, majd priornak választották és 1300. június 15-étől augusztus 15-éig ő irányította szülővárosa közéletét.
Politikusi pályafutását az igazságszeretet, pártatlanság, a haza szeretete és a pápák iránti erős bizalom jellemezte. Dante idejében a firenzei polgárság két pártra szakadt: a pápa híveit tömörítő guelfekre és a császár híveire, a ghibellinekre. A guelfek további két ágra szakadtak: a szélsőséges pápapárti fekete guelfekre és a fehér guelfekre, akik közel álltak a ghibellinek hadállásaihoz. Dante úgy látta jónak, hogy a pápák inkább az egyház ügyeivel foglalkozzanak, a világi dolgok irányítását pedig az arra illetékesekre kéne hagyniuk. Bár Dante a fehér guelfek táborát erősítette, a híres krónikaíróval Dino Compagnival együtt, mégis közvetítő szerepet vállalt a fehér és a fekete guelfek közötti viszály mérséklése érdekében. Így történt meg az, hogy a béke helyreállítása érdekében száműznie kellett mindkét párt vezetőit, köztük jó barátját, Guido Cavalcantit is, aki belepusztult ebbe a száműzetésbe.
Míg Dante a pápánál járt el követként a pártok érdekében, 1301. november 1-jén Charles de Valois, akit VIII. Bonifác pápa azért küldött Firenzébe, hogy béketárgyalásokat folytasson a két ágra szakadt guelfekkel, átjátszotta a hatalmat a feketék kezére. A fekete guelfek, miután magukhoz ragadták a hatalmat, kegyetlen bosszút álltak fehér riválisaikon: Dantét 5000 forint pénzbírságra és két év száműzetésre ítélték, javait pedig elkobozták. Ezt az ítéletet, mivel Dante nem jelent meg az idézésen, 1302. március 10-én máglyahalálra változtatták. Danténak menekülnie kellett, és soha többé nem sikerült visszatérnie szülőföldjére.

### Száműzetésben

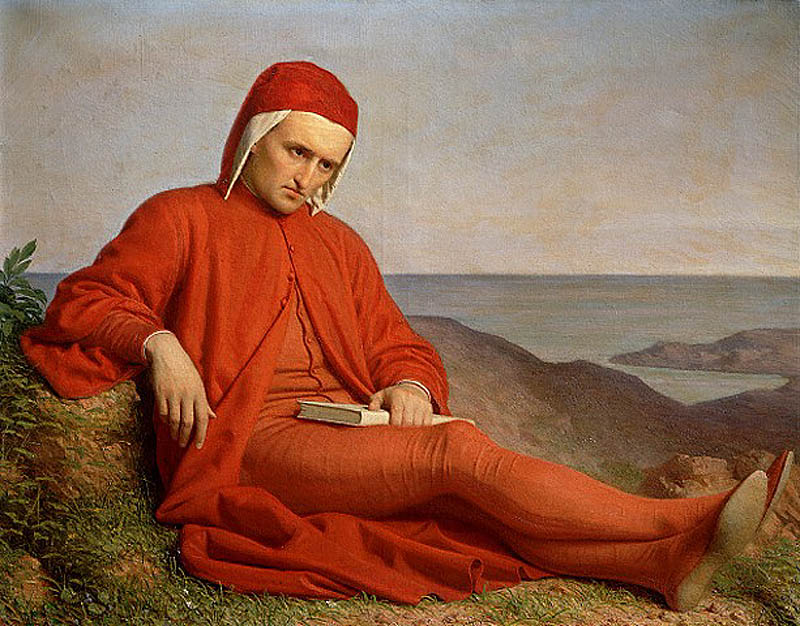
Dante száműzetésben (Ismeretlen festőművész műve)

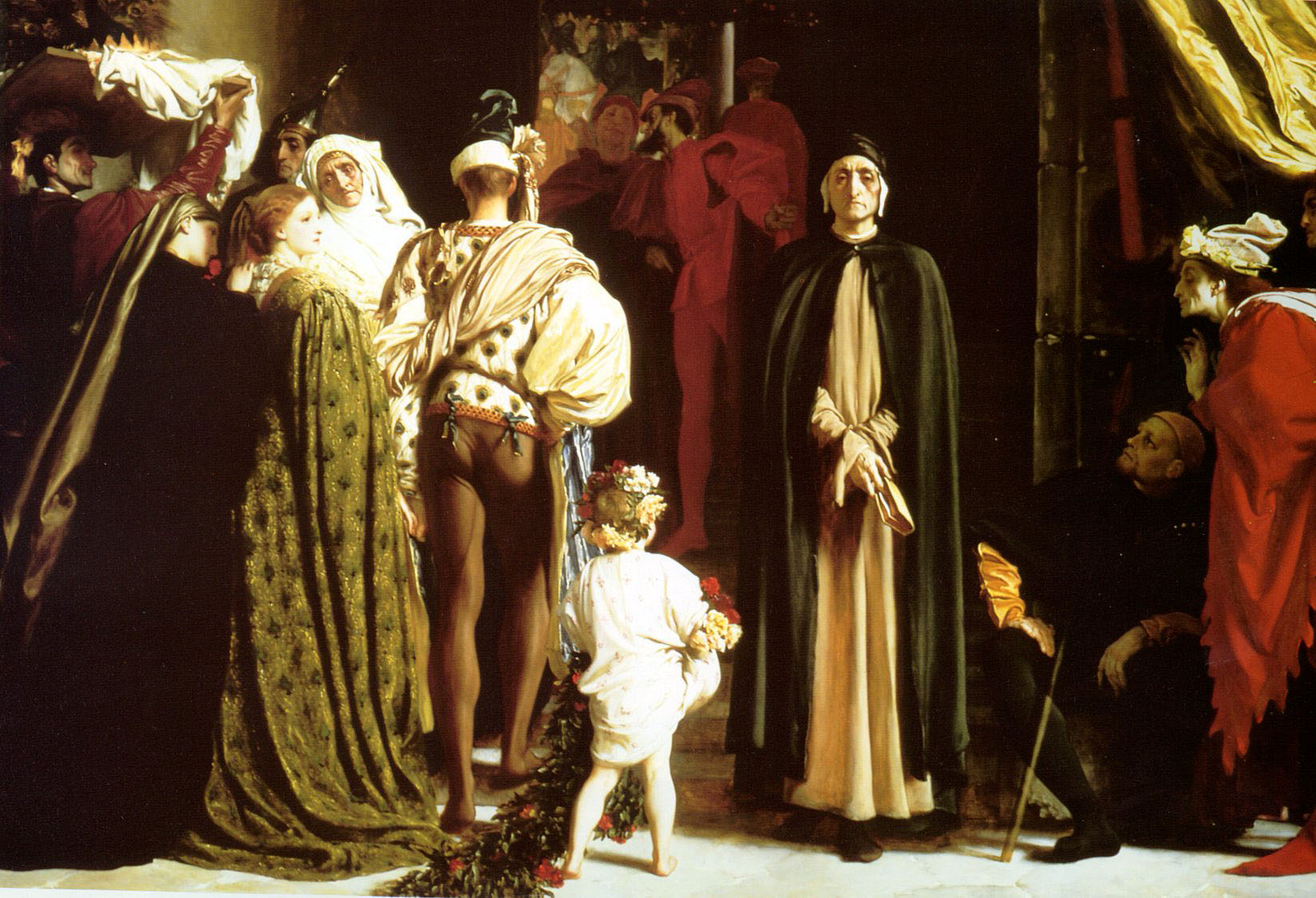
A száműzött Dante (Lord Frederic Leighton festménye, 1864-ből)

Danténak el kellett hagynia szülőföldjét, családját azonban nem vihette magával. Felesége és gyermekei Firenzében maradtak, biztonságukat garantálták az asszony fekete guelf rokoni kapcsolatai, ugyanis távoli unokatestvére volt a fekete guelf vezérnek, Corso Donatinak. Ugyancsak rokoni kapcsolatainak köszönhetően a feleségének sikerült a családi birtokból is megmentenie egy részt.
Száműzetését Guido Salvatico házában kezdte. 1302. június 8-án jelen volt a sangodenzói egyezmény létrehozásánál, amely megteremtette a száműzött fehér guelfek szövetségét. A szövetség titkári feladatait Dante látta el; városról városra utazott, hogy szövetségeseket és támogatókat szegődtessen a fehér guelfek mellé. 1303-ban Veronában, Bartolomeo della Scala palotájában lakott. Itt ismerkedett meg és barátkozott össze Cangrande della Scalával, akinél 1313 után vendégeskedett. 1304 nyarán a fehér guelfek megtámadták Firenzét, azonban csúfos vereséget szenvedtek. A száműzött fehérek Dantét okolták sorsuk miatt, azt állították, hogy akkor fegyverezte le a tárgyalásokkal őket, amikor katonai erejük a legnagyobb volt, majd akkor kényszerítette őket harcra, amikor már gyengék voltak. A támadások következményeként Dante elfordult a fehér guelf párttól, „hogy önmagának csináljon pártot önmagából” (parte per se stesso).
1305-ben Padovába ment, ahol Giovanni Bonandrea ókori írókról tartott előadásait hallgatta. Ugyanitt, ugyanekkor asztrológiát is tanult Pietro d’Albanótól. 1306-ban elhagyta Padovát, hogy Sarzanába utazzon és Francesco Malaspinának ügyvédeskedjen a luni püspökkel folytatott tárgyalásokon. Ekkoriban Moruello Malaspina házában lakott. 1307-ben a Guidi da Romena család házában vendégeskedett. Egyes feltételezések szerint erre az időszakra tehetők Pietrához írt kemény, szenvedélyes szerelmes versei is. Biztosan ebben az időszakban keletkezett alkotások a Versek című kötet második felében összegyűjtött versek. Ezeket a költeményeket egyes kritikusok, mint például Gianfranco Contini (1912–1990) olasz irodalomtörténész is, Dante második „rejtett stílusának” (trobar clus) nevezték. Ezt követően Arezzo polgármestere, Uguccione della Faggiuola fogadta be. Később Bolognába ment, majd Padovába, végül innen visszatért Veronába. Látván, hogy nincs esélye visszatérni szűkebb hazájába, elhagyta nemcsak Toscanát, hanem egész Itáliát is és Párizsba ment. Itt a filozófia és teológia tanulmányozására szentelte idejét. 1307 körül visszakerültek hozzá korábbi irományai, valószínűleg ekkor kezdte el megírni a vázlatokban levő Isteni színjáték című művét. Az ezt követő időszakot, egészen 1310-ig, Dante „rejtett” korszaka néven szokás említeni. Olyan nagy jelentőségű művei keletkeztek ezekben az években, mint a Vendégség (Convivi) és a A nép nyelvén való ékesszólásról (De vulgari eloquentia), valamint több szerelmes és allegorikus költemény is.
1309. január 6-án a ghibellinpárti VII. Henriket, Luxemburg hercegét, V. Kelemen pápa akaratából és megbízásából Németország királyává koronázták. Koronázása után Henrik sereget gyűjtött, hogy megszilárdítsa itáliai hatalmát, és hogy Rómába utazzon, ahol fejére helyezhetik a császári koronát. Amikor Dante tudomást szerzett arról, hogy a császár Németalföldről Itália leigázására indult, és Cremona és Brescia városokat hatalmas sereggel már ostrom alatt tartja, több komoly okból bizonyosnak tekintette, hogy győzni is fog. Reménykedni kezdett, hogy a császár ereje és igazságossága révén visszatérhet Firenzébe. Dante episztolában kérte Henriket, hogy ne a lombardiai városokat ostromolja, hanem foglalja el Firenzét. Firenze városa azonban visszaverte Henrik hadseregének ostromát, így a császár elvonult a város alól, és hadait Róma felé irányította. Henriknek három évébe került, mire elérte az örök várost, 1312. június 29-én a lateráni Szent János-bazilikában Kelemen követei császárrá koronázták, azonban nemsokára, 1313-ban Siena mellett váratlanul meghalt.

### Halála és emlékezete
VII. Henrik halála után Dante feladta a reményt, hogy valaha is visszatérhessen szülővárosába, így átkelt az Appennini-Alpokon és Romagnába ment. Itt Guido Novello da Polenta vendége volt; házában 1318-tól egészen 1321. szeptember 14-én bekövetkezett haláláig talált otthonra. Halálát malária okozta. 1320-ban több észak-itáliai városban is előadásokat tartott; a veronai, Vita a vízről és a földről (Questio de Aqua et Terra) című előadása írásban is fennmaradt.
Sírja a ravennai Szent Ferenc-székesegyház oldalkápolnájában van. Sírfeliratát tizennégy soros versben Giovanni del Virgilio bolognai mester írta:
| Theologus Dantes, nullius dogmatis expers,    | Dante, a nagy teológus, az összes dogma tudósa, |
| quod foveat claro philosophya sinu:           | mit anyaként a dicső bölcselet emtet ölén:      |
| gloria musarum, vulgo gratissimus auctor,     | Múzsák fényessége, az elbűvölő szavú dalnok,    |
| hic iacet, et fama pulsat utrumque polum:     | itt pihen és híre szétárad a sarkkörökig:       |
| qui loca defunctis gladiis regnumque gemellis | egyik kardja kimérte a holtak, másik az élők    |
| distribuit, laycis rhetoricisque modis.       | országát, s ha beszél: érti a nép s a tudós.    |
| Pascua Pyeriis demum resonabat avenis;        | Majd a mezőket zengi be játszi olympusi sípja;  |
| Amtropos heu letum livida rupit opus.         | a komor Atropos, óh, félbeszakítja dalát.       |
| Huic ingrata tulit tristem Florentia fructum, | Hálátlansággal fizetett meg néki Firenze:       |
| exilium, vati patria cruda suo.               | most ez a mostoha föld számkivetette fiát.      |
| Quem pia Guidonis gremio Ravenna Novelli      | Ám a szelíd Ravenna vezére, Guido da Polenta    |
| gaudet honorati continuisse ducis,            | vette kegyébe a jóst, népe dicsérte ezért.      |
| mille trecentenis ter septem Numinis annis,   | Krisztus ezerháromszáz és huszonegyedik éve     |
| ad sua septembris ydibus astral redit.        | szeptember idusán visszafogadta az Ég.          |

(Képes Géza fordítása)

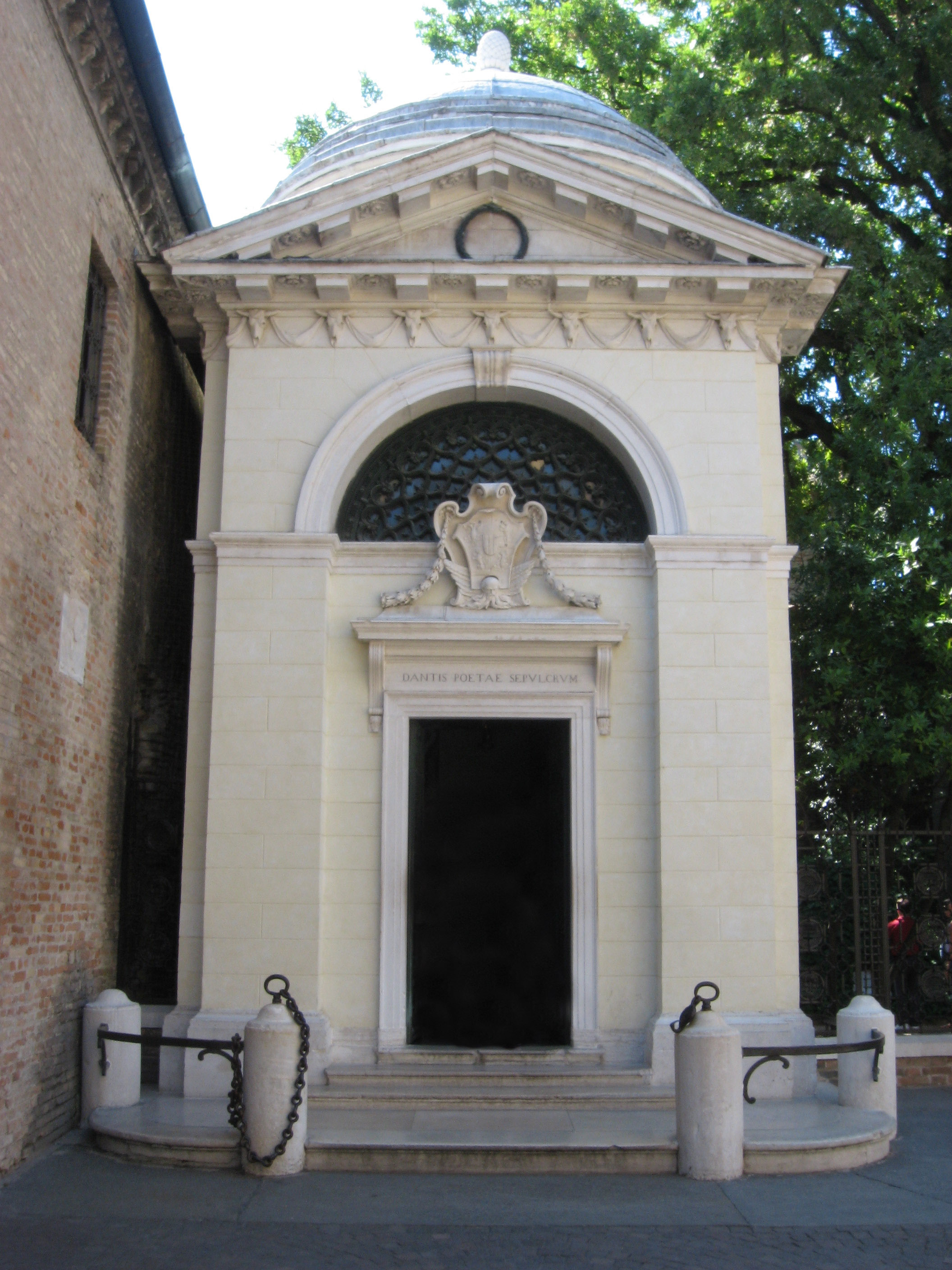
Dante 1780-ban épült síremléke Ravennában
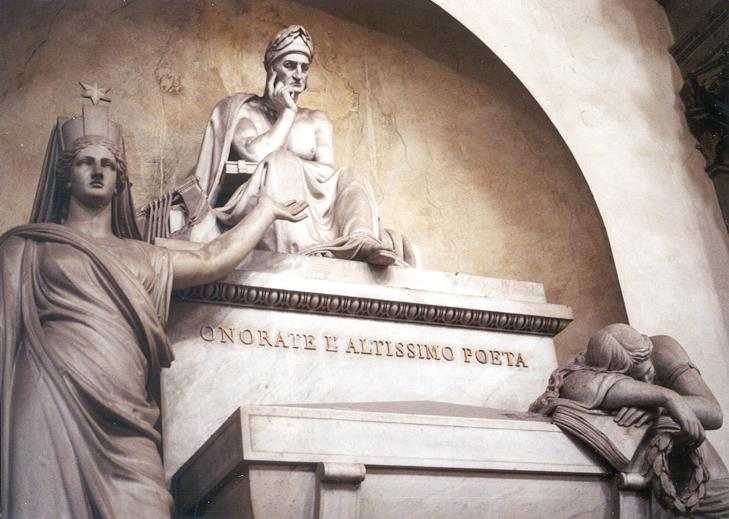
Kenotáfiuma a firenzei Basilica di Santa Crocéban
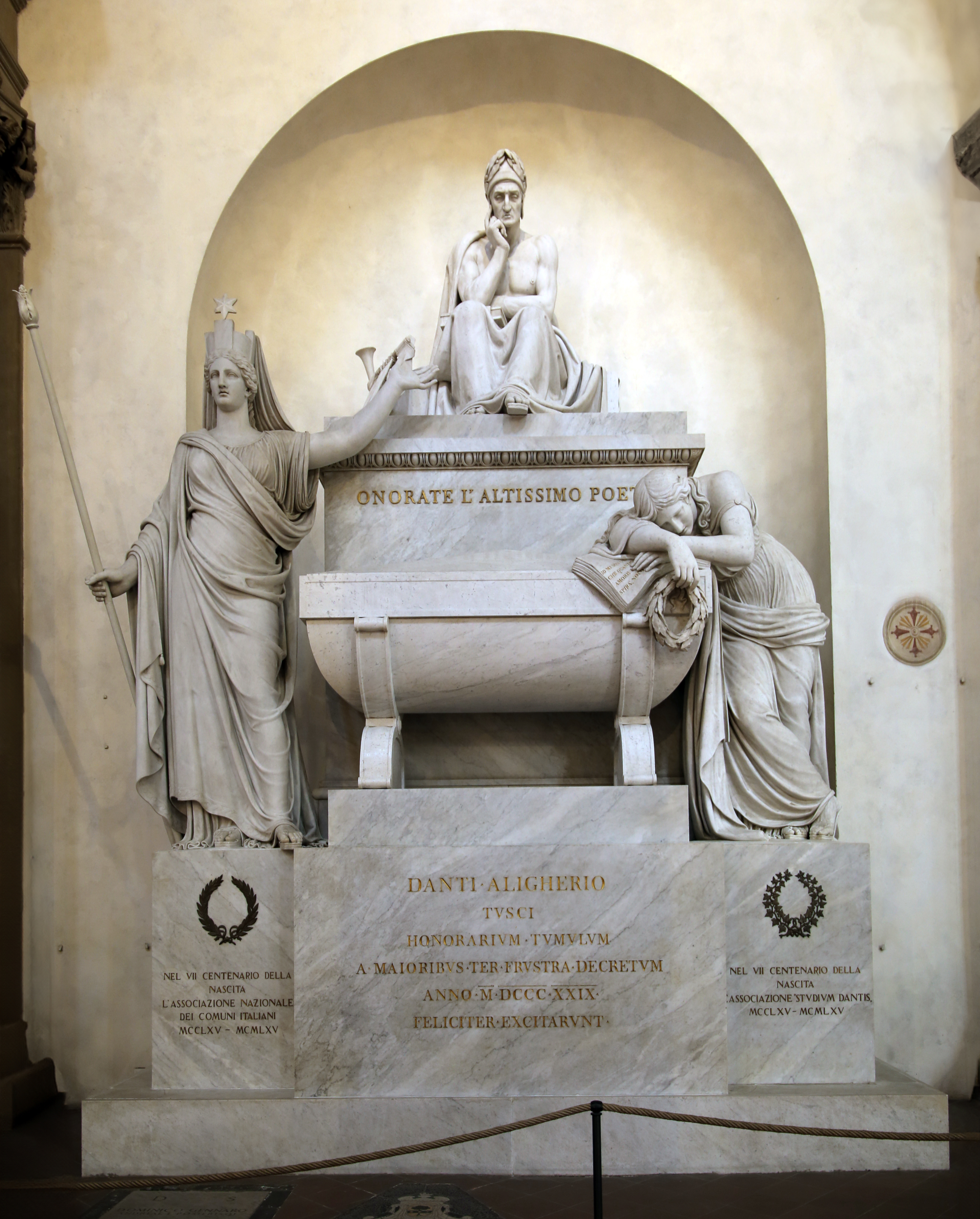
Kenotáfiuma a Basilica di Santa Crocéban
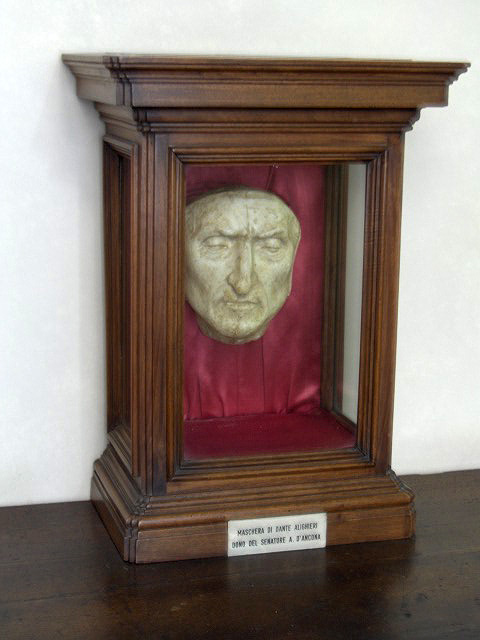
Dante halotti maszkjának másolata (Palazzo Vecchio, Firenze)

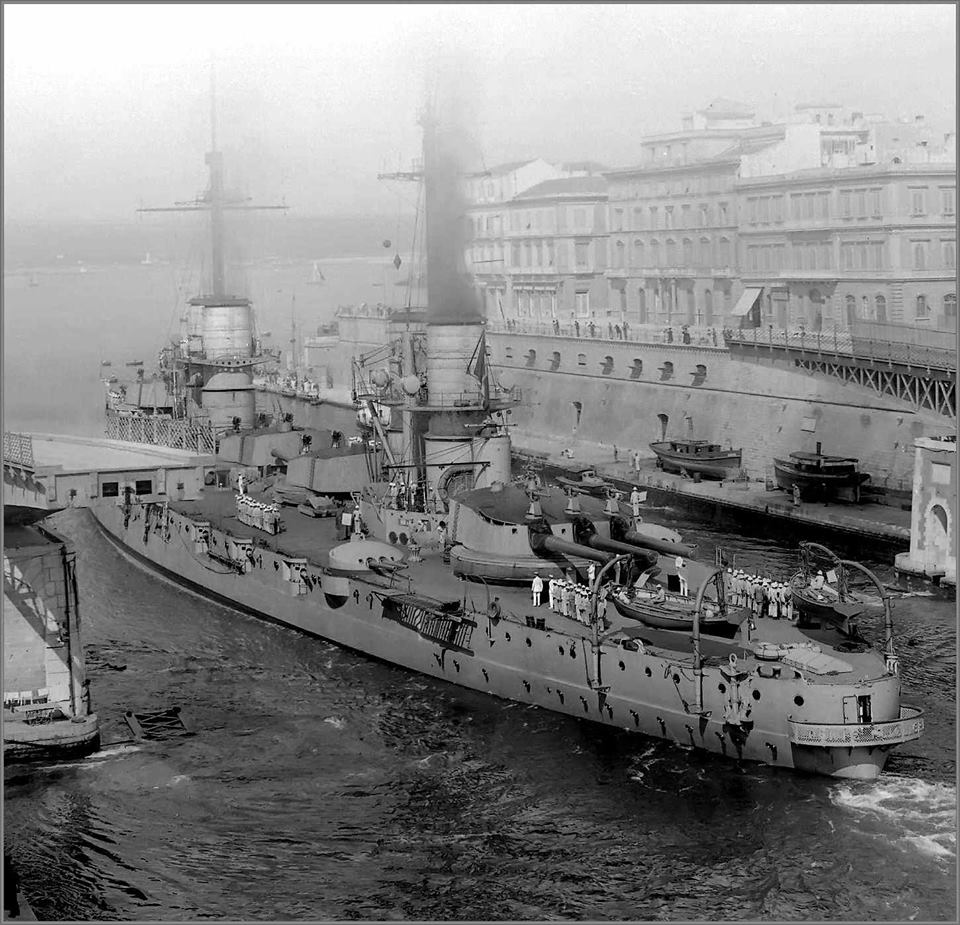
A Dante tiszteletére elnevezett Dante Alighieri olasz dreadnought csatahajó 1918-ban, Tarantóban.
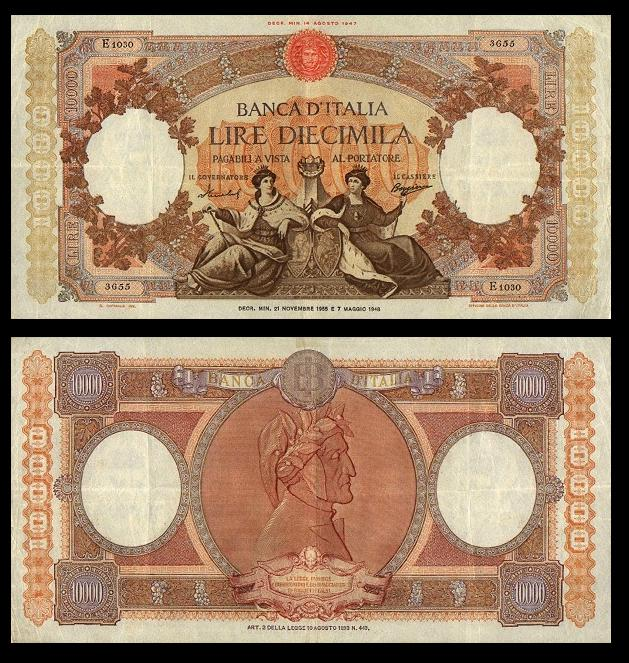
Az olasz jegybank, a Banca D'Italia 1948-as szériájú 10 000 lírás bankjegye. Előoldalán Velence és  Genoa  allegorikus nőalakjaival, hátoldalán Dante Alighieri portréjával. Mérete: 243 x 126 mm.

## Megjelenése és jelleme

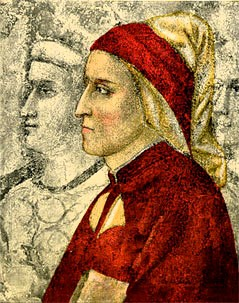
A legrégebbi ismert Dante-képmás

Egykorú festmény vagy szobor nem maradt fent róla. A legkorábbi ábrázolása tizenöt évvel a halála után keletkezett, Giotto di Bondone tanítványainak freskója a firenzei Bargellóban.
Dante külső megjelenéséről Boccaccio Dante-monográfiájában olvashatunk: „Költőnk tehát közepes termetű volt, java korán túl pedig valamennyire hajlottan, kimért és csöndes járt. Mindig a legszerényebb, korához illő ruhákat viselte. Arca hosszúkás, orra sasorr, szeme inkább nagy, mint kicsiny, állkapcsa erős, az alsó ajka a felsőnél valamivel előbbre állott; arca színe barna, haja és szakálla sűrű fekete és kondor, tekintete örökké mélabús és tűnődő”. A második világháború után Pisában előkerült egy névtelen mellszobor, amelyről azt feltételezik, hogy Dantét ábrázolja.
Dante csontvázát 1921-ben megvizsgálták, ezek szerint 164–165 cm magas volt; a koponyavizsgálatok pedig azt mutatták, hogy arca hosszúkás, orra enyhén jobbra hajló, széles sasorr volt. Szemei nagyok voltak, s a jobb szeme lejjebb ült, mint a bal. Pofacsontja előreugró volt. A koponyatérfogatból a tudósok kiszámították agyának súlyát és 1470 grammra becsülték, ami meghaladja az átlagot.
Ugyancsak Boccacciótól tudjuk, hogy Dante hétköznapi életében és munkájában egyaránt rendszerető volt; evésben, ivásban mértéktartó, embertársaival udvarias és tisztelettudó. Munkáját nagy odaadással végezte, tanulmányai miatt gyakran virrasztott át több éjszakát is. Többnyire szűkszavú volt, s csak akkor beszélt, ha mondandója tárgyhoz illő volt. Ugyanakkor ha a szükség úgy hozta, ékesen, zengzetes szónoklatokat is tudott előadni. Nagyon szerette a zenét, számos zenész barátja is volt, akik néhány költeményéhez dallamot komponáltak. Mindemellett szenvedélyes ember volt, azt állította, hogy a szerelem ébresztette fel benne a vágyat, hogy költő legyen. Szeretett egyedül lenni, félrevonulni az emberektől; ha pedig emberek közt volt és valami érdekes gondolat jutott az eszébe, magába zárkózva ült mindaddig, míg a gondolat végére nem ért. Jó emlékezőtehetséggel és éles elmével volt megáldva, a következőket írta Boccaccio erről: „mikor Párizsban volt, egy szabad tárgyú vitán vett részt, amilyet a hitbölcseleti karon tartottak, és tizennégy kérdésre kellett megfelelnie, melyet más-más tudós intézett hozzá, más-más tárgykörből; mármost a kérdéseket, az opponensek pro és kontra érveit sorjában és közbeszólás nélkül előbb rendre végighallgatta, majd minden feltett kérdést sorra elismételt, azután pedig ugyanabban a sorrendben meg is felelt rájuk, finoman és választékosan megoldván valamennyit, és megcáfolva az elhangzott ellenérveket is: ezt a vitáját valamennyi hallgatója mint valami csodát emlegette sokáig.”
Temperamentumát tekintve Boccaccio megjegyzi, hogy Dante „büszke és lobbanékony természetű volt és méltóságára kényes”. Így amikor a Firenzében uralkodó fekete guelfek 1316-ban kihirdették, hogy a száműzöttek visszatérhetnek a városba, ha eltöltenek egy bizonyos időt bebörtönözve, majd Szent János napján, a közönséges bűnözőkkel együtt, nyilvánosan bűnbánatot tartanak, Dante nem fogadta el a feltételeket. A következőket írta erről: „Nem ez a hazámba térés útja… De ha lesz más út, amit akár ti, akár mások találtok, és ami Dante hírének és becsületének kárára nincs, nem lassú léptekkel sietek majd azon. Ám ha nem lesz ilyen út, melyen Firenzébe juthatok, soha Firenzébe be nem lépek...”

## Irodalmi munkássága

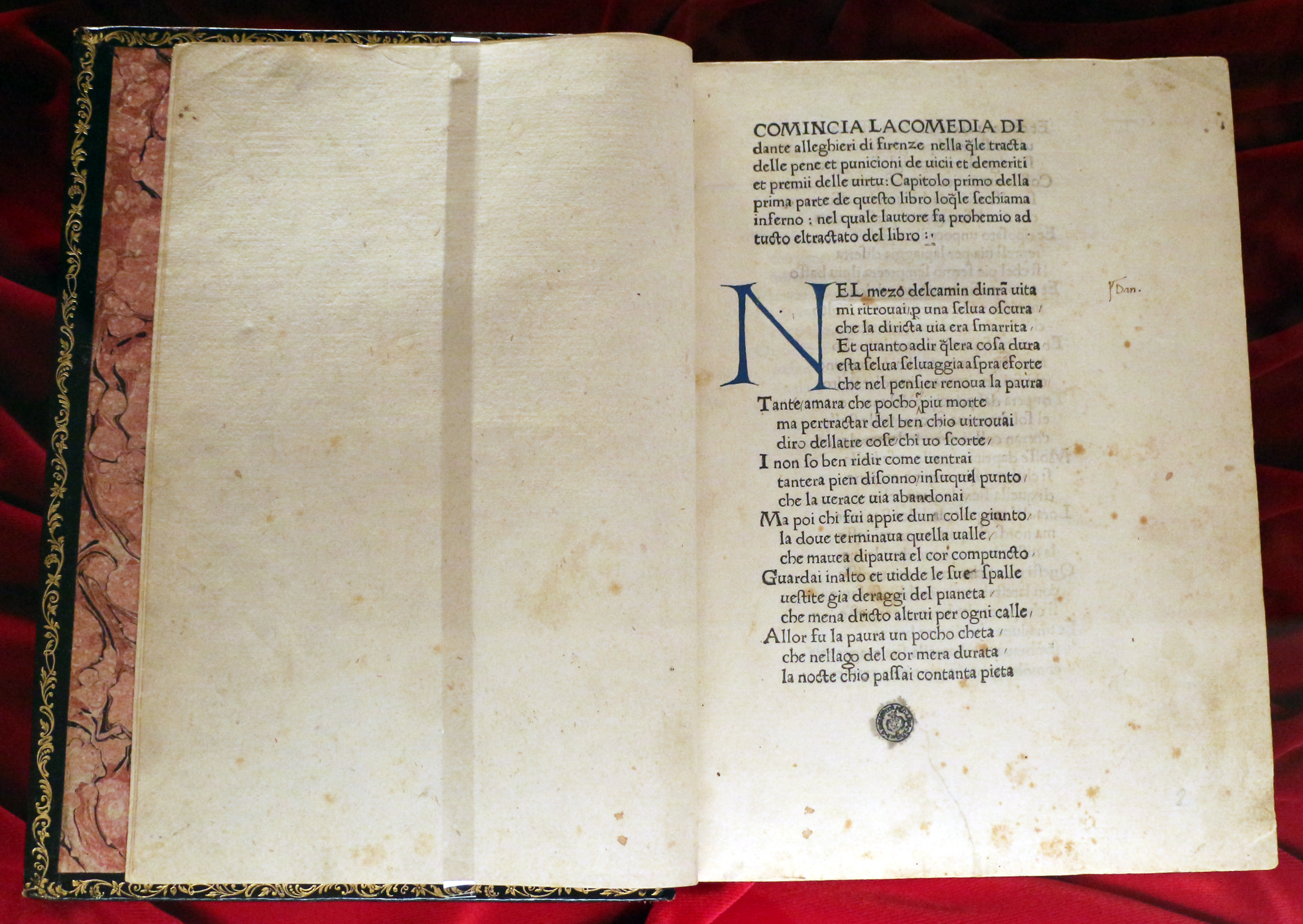
Az Isteni színjáték 1472-es kiadása

Mikor Dante és kortársai olasz nyelven kezdtek verselni, az olasz népnyelv még csak körülbelül ötven éve létezett irodalmi nyelvként. A nyelv kifejezőereje, eszköztára nagyon szegényes, fejletlen volt.
Dante első szonettjét 1280–1282 között írta és tette közzé. Első könyvét, az 1292 és 1294 között írt La vita nuovát a Guido Cavalcantival kötött barátsága ihlette. Ebben a könyvben Dante korábban írt versei és a versekhez írt kommentárjai olvashatók. A kommentárok azokat a körülményeket írják le, amelyek a versek megírásának alapjául szolgáltak, de tartalmi elemzéseket is magukba foglalnak. Ugyancsak Cavalcanti hatására Dante a canzonéval is megpróbálkozott. Az új élet művében többször utal arra, hogy verselés közben Cavalcanti tanácsait követve részesítette anyanyelvét előnyben a latinnal szemben. Hozzáteszi azt is, hogy mikor Beatrice meghalt, latin nyelven írta meg gyászát, azonban ezt soha nem tette közzé, mivel „szándékom eleitől fogva nem volt más, mint köznyelven írni... És tudom, hasonló szándéka volt az én első barátomnak is, akinek ezt írom, azaz, hogy neki kizárólag köznyelven írjak”.
Ugyancsak ifjúkorából származó mű a Versek című kötet. 1293-ban egy látomást követően Dante elhatározta, hogy nem ír több szerelmes verset Beatricéhez, ehelyett a filozófia tanulmányozásának szenteli az életét. Az ezt követő időszakban, 1304 és 1306 között keletkezett művek, A nép nyelvén való ékesszólásról és a Vendégség előkészítették azt az utat, amely a nép nyelvén szóló irodalom kibontakozásához, a költői nyelv megszületéséhez vezetett. Ugyanakkor ezek a művek politikai és filozófiai fejtegetéseket is bőven tartalmaznak. Még későbbi alkotások a keserves szerelemről árulkodó Pietra-versek, a bánatos Levelek és a melankolikus Pásztori versek. Ezekben az alkotásaikban már az érett Dante szólal meg. 1306 őszén hozzákezdett a Színjáték megírásához. 1317 körül XXII. János pápa ellen és Can Grande mint a császár képviselője megírta az Az egyeduralomról című traktátust. 1321 őszén befejezte a Színjáték harmadik, egyben befejező könyvét is, a Paradicsomot.

### Művei
- Az új élet (La Vita Nuova)

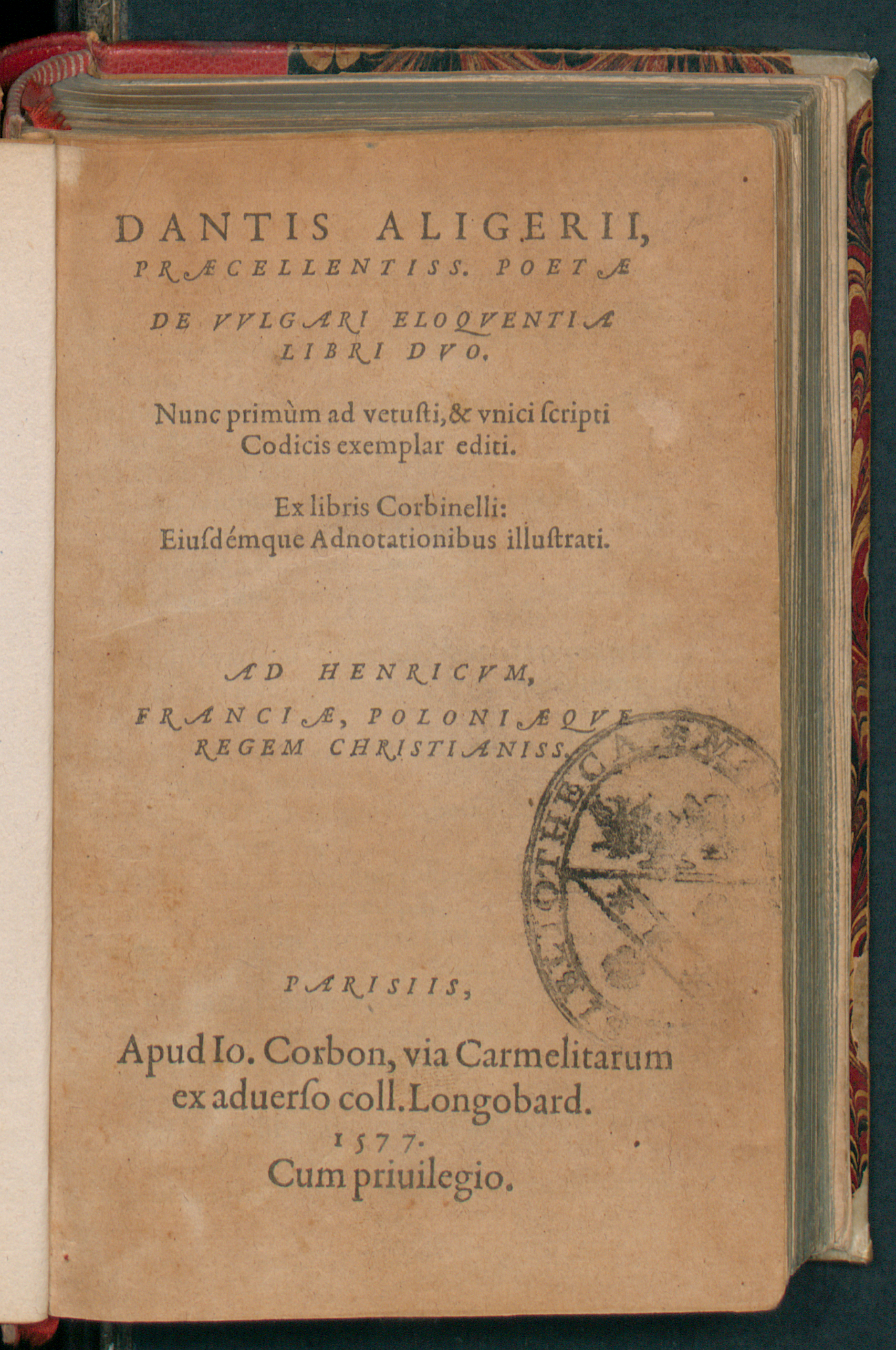
De vulgari eloquentia, 1577

- Isteni színjáték (La Divina Commedia)
- Vendégség (Il Convivio)
- A nép nyelvén való ékesszólásról (De vulgari eloquentia)
- Az egyeduralom (De Monarchia)

## Művei magyarul önálló kötetben

### 1944-ig
- Dante Allighieri új élete; ford., életrajz, bev., jegyz. Császár Ferenc; Müller Ny., Pest, 1854
- A pokol; ford., jegyz. Angyal János; Aigner, Budapest, 1878
- Dante Alighieri Divina Commediája (Isteni színjátéka). A pokol; ford., jegyz. Angyal János; Aigner, Budapest, 1878
- Alighieri Dante Divina commediája (Isteni színjátéka) 1. füz., A tisztitóhely (Purgatorio); ford., jegyz. Angyal János; Aigner, Budapest, 1885
- A pokol; ford., bev., jegyz. Szász Károly; Akadémia, Budapest, 1885 (A Magyar Tudományos Akadémia Könyvkiadóvállalata)
- A Paradicsom; ford., bev., jegyz. Csicsáky Imre; Csanád-egyházmegyei Ny., Temesvár, 1887
- A purgatórium; ford., jegyz. Szász Károly; Akadémia, Budapest, 1891 (A Magyar Tudományos Akadémia Könyvkiadóvállalata U. F.)
- A pokol. A Divina Commedia első része; prózába átírta, jegyz. Cs. Papp József; Gámán Ny., Kolozsvár, 1896
- A pokol; ford. Gárdonyi Géza; Singer-Wolfner, Budapest, 1896
- A paradicsom; ford., jegyz. Szász Károly; Akadémia, Budapest, 1899 (A Magyar Tudományos Akadémia Könyvkiadóvállalata U. F.)
- A purgatórium. A Divina commedia második része; prózára átírta, jegyz. Cs. Papp József; Radics, Kolozsvár, 1907
- A pokol. Az "Isteni színjáték" első része; ford., jegyz., életrajz Zigány Árpád; Schimkó, Budapest, 1908
- A paradicsom. A Divina Commedia harmadik része; prózába átírta, jegyz. Cs. Papp József; Radics, Kolozsvár, 1909
- Dante komédiája; ford., bev., jegyz. Babits Mihály; Révai, Budapest, 1912–1922
  - A pokol; 1912
  - A purgatórium; 1920
  - A Paradicsom; 1922
- Dante monarchiája; ford., bev., jegyz. Balanyi György; Élet, Budapest, 1921
- Az új élet; ford. Ferenczi Zoltán, bev. Berzeviczy Albert; Révai, Budapest, 1921
- Dante pokla. A Divina commedia első része; ford. Radó Antal; Franklin, Budapest, 1921
- Dante Alighieri Isteni színjátéka. A Pokol, Purgatorium és Mennyország prózában; ford. Kenedy Géza; Franklin, Budapest, 1925
- Dante szonettjei; ford. Rónai Mihály András; Szőllősy, Budapest, 1943
- Az új élet; ford. Jékely Zoltán, bev. Fülep Lajos; Franklin, Budapest, 1944 (Kétnyelvű remekművek)

### 1945–
- Dante összes művei; ford. Babits Mihály et al., sajtó alá rend., utószó Kardos Tibor; Magyar Helikon, Budapest, 1962 (Helikon klasszikusok)
- Színjáték. Pokol 1-5. ének; ford. Weöres Sándor; Akadémiai Ny., Budapest, 1966
- Az egyeduralom; ford. Sallay Géza; Kossuth, Budapest, 1993
- Isteni színjáték Gustave Doré illusztrációival; ford. Babits Mihály; Kossuth, Budapest, 1994
- Ha el nem tűntél volna... Szonettek és más költemények; vál., szerk. Hunyadi Csaba, ford., utószó Rónai Mihály András; Szukits, Szeged, 1995 (A líra gyöngyszemei)
- Vita nuova / Az új élet; ford. Baranyi Ferenc, bev., jegyz. Madarász Imre; Eötvös, Budapest, 1996 (Eötvös klasszikusok)
- Isteni színjáték. Beatrice visszatér. 15 ének a Pokolból és a Purgatóriumból; ford. Lőrinczi László; Arvin, Bucureşti, 2002
- Isteni színjáték. Pokol, Purgatórium, Paradicsom; ford., jegyz. Szabadi Sándor; Püski, Budapest, 2004
- Pokol; ford. Baranyi Ferenc, tan., jegyz. Madarász Imre; Tarandus, Győr, 2012
- A virág; ford. Simon Gyula; Eötvös, Budapest, 2012 (Eötvös klasszikusok)
- Isteni színjáték. Paradicsom; ford. Simon Gyula; Eötvös, Budapest, 2014 (Eötvös klasszikusok)
- Az új élet; ford. Koltay-Kastner Jenő, sajtó alá rend., jegyz., utószó Kaposi Márton; JATEPress, Szeged, 2015
- A virág. Szonettek; ford. Hárs Ernő; Magyar Napló, Budapest, 2015
- Isteni színjáték; Nádasdy Ádám fordítása; Magvető, Budapest, 2016
- Isteni színjáték; ford. Nádasdy Ádám; jav. utánny.; Magvető, Budapest, 2017
- Pokol; ford., jegyz. Nádasdy Ádám; Magvető, Budapest, 2017 (Színház az egész)
- Versek; ford. Simon Gyula; Eötvös, Budapest, 2017 (Eötvös klasszikusok)

## Dante Magyarországon
Az első magyar nyelvű Dante-fordítást a 19. század végén Szász Károly készítette el. Hasonló, ám kevésbé sikeres próbálkozásokat találhatunk Gárdonyi Gézánál, Császár Ferencnél és Radó Antalnál. Ezt követően jelent meg Péterfy Jenő komplex tanulmánya, melyben a költemény esztétikumát elemzi. Ekkortájt kezdett Dante a magyar képzőművészetben is teret hódítani: a szecessziós festészet (Körösfői-Kriesch Aladár, Paczka Ferenc és Gulácsy Lajos) és a szobrászat területén is. Babits Mihály 1913-as fordítását követően számos értelmezés is napvilágot látott. A trianoni békeszerződés (1920) idejében keletkezett számos hazafias beszédnek Dante rendíthetetlensége volt az egyik témája, az, hogy semmiféle külső nyomásnak nem engedelmeskedvén igazi hazafiként saját útját követte. Ilyen beszédeket írtak/mondtak Berzeviczy Albert, Prohászka Ottokár és még sokan mások.
1921-ben Ferenczi Zoltán fordításában elkészült az Új élet magyar változata is. 1930-ban, Babits Dante életéről megjelentetett egy kis monográfiát, majd 1931-ben Váradi Imre is publikált egy monográfiát Az olasz irodalom kis tükre címmel. Ekkortájt születtek meg Fáy Dezső az Isteni színjátékhoz készült illusztrációi is.
A kommunista rendszer éveiben Dantét mint antifeudális és antiklerikális harcost mutatták, állították be. 1962-ben és 1965-ben megjelent Dante Alighieri összes művei. Ezekben az években Kardos Tibor megjelentetett egy tanulmánykötetet Dante, a középkor és a renaissance címmel. 1988-ban Bán Imre debreceni professzor Dante-tanulmányok címmel jelentetett meg kötetet.
A rendszerváltás után Baranyi Ferenc műfordító elkészítette az Új élet egy újabb fordítását. Ezt követően több, olyan jelentős Dante-kommentár is napvilágot látott, mint Kelemen János filozófiatörténész professzor A Szentlélek poétája című kötete, vagy Pál József szegedi egyetemi tanár Silány időkből az örökkévalóba, eredetileg doktori értekezése, vagy Hamar Péter diákoknak készült segédkönyve. Igen jelentős mű a 2001-ben megjelent Madarász Imre: Költők legmagasabbja. Dante tanulmányok című könyve, melyben a szerző kilenc tanulmányban vizsgálja Dante szellemi líráját és politikai bölcseletét, itáliai és magyarországi utóéletét. Ugyancsak a magyarországi dantisztika jeles tanulmánya a Szabó Tibor: Megkezdett öröklét. Dante a XX. századi Magyarországon és a 2006-ban megjelent A sokszólamú Dante értelmezéstörténeti vitákat bemutató kötete. 2009-ben Mátyus Norbert az elmúlt század legjelentősebb, nem magyarul írott Dante-tanulmányokat gyűjtötte egybe Dante a középkorban című kötetben.

## Válogatott, magyar nyelven megjelent Dante-szakirodalom
- Kelemen János (2002): A filozófus Dante. Művészet- és nyelvelméleti expedíciók, Atlantisz Könyvkiadó, Budapest, ISBN 9639165638
- Madarász Imre (2001): „Költők legmagasabbja” Dante-tanulmányok. Hungarovox Kiadó, Budapest. ISBN 963-9292-16-8
- Mátyus Norbert (2009): Dante a középkorban. Balassi Kiadó. ISBN 978-963-506-776-3
- Pál József (2009): Dante – Szó, szimbólum, realizmus a középkorban Akadémiai Kiadó, Budapest. ISBN 978-963-05-8792-1
- Reynolds Barbara (2008): Dante a költő, a politikai gondolkodó, az ember (ford. Sajó Tamás). Európa Könyvkiadó, Budapest. ISSN 15886360
- Szabó Tibor (2006): A sokszólamú Dante. Hungarovox Kiadó, Budapest. ISBN 963-7504-31-1
- Szabó Tibor (2008): Dante életbölcselete Hungarovox Kiadó, Budapest ISBN 978-963-7504-99-0
- Draskóczy Eszter: Alvilágjárások és pokolbeli büntetések. Dante Komédiájának antik és középkori forrásai; Lazi, Szeged, 2022 (Antikvitás és reneszánsz könyvek)
- Nádasdy Ádám (2023): Dante - Irodalmi zseblexikon, Scolar Kiadó, ISBN: 9789635097968